# Маркиз Хантли
Маркиз Хантли (англ. Marquess of Huntly) — аристократический титул в системе пэрства Шотландии. Он был создан 17 апреля 1599 года для Джорджа Гордона, 6-го графа Хантли (1562—1636). Это старейший из существующих маркизатов в Шотландии и второй из старейших маркизатов на Британских островах. Маркиз Хантли имеет вспомогательные титулы: лорд Гордон из Стратэйвона и Гленливета и граф Эбойн (1660 год, пэрство Шотландии), барон Мелдрум из Морвена (1815 год, пэрство Соединённого королевства).

## Ранняя история семьи
Семья Гордон происходит от сэра Адама Гордона из Хантли, убитого в битве при Хомильдон-Хилле (1402). Ему наследовала его дочь Элизабет Гордон, жена Александра Сетона, который взял себе фамилию «Гордон» и всем своим мужским потомкам. В 1445 году он получил титул графа Хантли в звании пэра Шотландии. Его сменил его сын, Джордж Гордон, 2-й граф Хантли (ум. 1501), который занимал должность лорда-канцлера Шотландии с 1498 по 1501 год. Его младший сын, достопочтенный Адам Гордон, женился на Элизабет, суо-юре графине Сазерленд. Их внук Джон Гордон после смерти своей бабки унаследовал титул графа Сазерленда в 1535 году.
Старший сын лорда Хантли, Александр Гордон, 3-й граф Хантли (ум. 1524), был членом Совета регентов в 1517 году. Ему наследовал его внук, Джордж Гордон, 4-й граф Хантлии (1514—1562), лорд-канцлер Шотландии в 1546—1562 годах. В 1562 году граф Хантли потерпел поражение от королевской армии и скончался. В 1563 году все владения графов Хантли за измену были конфискованы шотландской короной. Его второй сын, Джордж Гордон, 5-й граф Хантли (ум. 1576), был приговорён к смерти за измену в 1563 году, по позднее его помиловали. В 1565 году он был освобождён из заключения шотландской королевой Марией Стюарт, которая вернула ему титул и владения отца. В 1566—1567 годах — лорд-канцлер Шотландии.
Ему наследовал его сын, Джордж Гордон, 6-й граф Хантли (1562—1636), который несколько раз поднимал мятежи против королевской власти. В 1593 году его владения были конфискованы, в 1597 году 6-й граф Хантли был восстановлен в своих титулах и владениях. В 1599 году король Шотландии Яков VI Стюарт создал для него титулы лорда Гордона из Баденоха, графа Энзи и маркиза Хантли (пэрство Шотландии). Его сменил его старший сын, Джордж Гордон, 2-й маркиз Хантли (1592—1649).

## XVII век — настоящее время

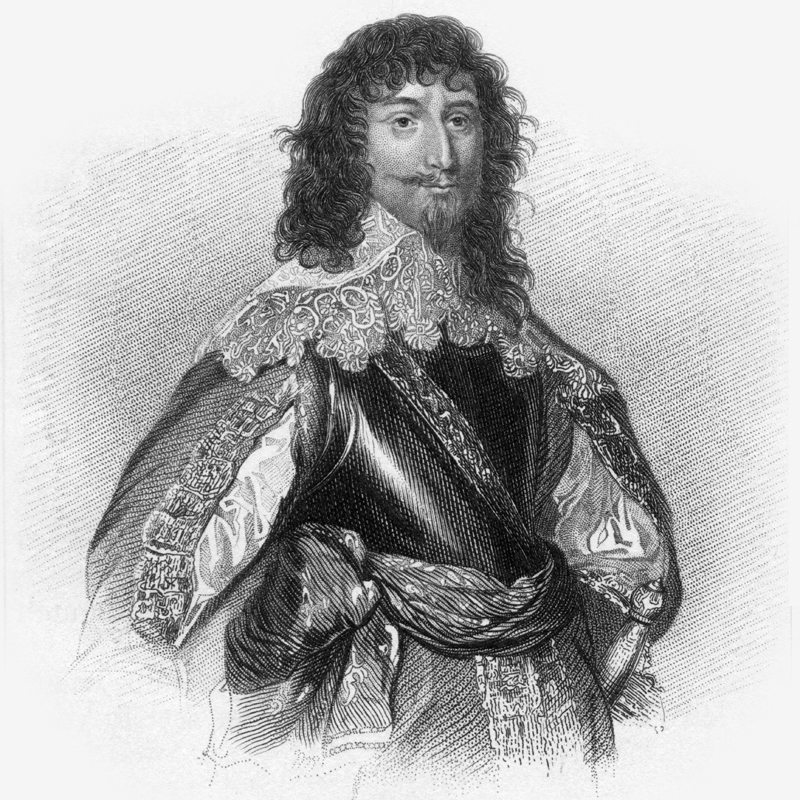
Джордж Гордон, 2-й маркиз Хантли (1592—1649)

В 1632 году, за четыре года до смерти отца, Джордж Гордон, будущий 2-й маркиз Хантли, получил титул виконта Эбойна (пэрство Шотландии). Лорд Хантли был сторонником короля Карла I Стюарта во время Гражданской войны и был казнён в 1649 году. Английский парламент аннулировал все его титулы. Его четвёртый сын, лорд Чарльз Гордон (ок. 1638—1681), получил в 1660 году титул графа Эбойна. Титул виконта Эбойна получил в 1636 году Джеймс Гордон (ок. 1620—1649), второй сын 2-го маркиза Хантли. После смерти лорда Хантли в 1649 году его остальные титулы унаследовал его третий сын, Льюис Гордон, 3-й маркиз Хантли (ок. 1626—1653). В 1651 году парламент Шотландии под давлением Карла II Стюарта отменил решение о конфискации владений Гордонов, и Льюис вступил в права 3-го маркиза Хантли.
В 1653 году его сменил его сын, Джордж Гордон, 4-й маркиз Хантли (1643—1716). В 1661 году осуждение Гордонов 1649 года было отменено актом парламента. В 1684 году для лорда Хантли были созданы титулы лорда Баденоха, Локабера, Стратэйвона, Балмора, Аукидона и Кинкардина, виконта Инвернесса, графа Хантли и Энзи, герцога Гордона. Все четыре титула были включены в систему пэрства Шотландии. Ему наследовал его сын, Александр Гордон, 2-й герцог Гордон (1678—1728). Он был сторонником Старого претендента. Гордон женился на леди Генриетте Мордаунт (ок. 1688—1760), дочери Чарльза Мордаунта, 3-го графа Петерборо и 8-го барона Мордаунта. Их старший сын, Космо Джордж Гордон, 3-й герцог Гордон (1720—1752), заседал в Палате лордов Великобритании в качестве шотландского пэра-представителя (1747—1752). Ему наследовал его старший сын, Александр Гордон, 4-й герцог Гордон (1743—1825). Он был шотландским пэром-представителем в Палате лордов Великобритании (1767—1784), занимал посты лорда-лейтенанта Абердиншира (1794—1808) и хранителя Большой печати Шотландии (1794—1806, 1807—1827). В 1784 году для него были созданы титулы лорда Хантли в графстве Глостершир и графа Нориджа в графстве Норфолк (пэрство Великобритании). Прадед Гордона, 1-й герцог Гордон, был женат на леди Элизабет Говард, дочери лорда Генри Говарда (1628—1684), который получил титулы барона Говарда из Касл Ризинга (1669), графа Норвича (1677) и герцога Норфолка (1677). В 1777 году после смерти Эдварда Говарда, 9-го герцога Норфолка и 4-го графа Нориджа (1686—1777), не оставившего сыновей, титулы графа Нориджа и барона Говарда прервались, но в 1784 году были возрождены для Александра Гордона, 4-го герцога Гордона. В 1819 году после смерти своей бабки Мэри Мордаунт, 13-й баронессы Мордаунт (1738—1819), Александр Гордон унаследовал титул 12-го барона Мордаунта.
Его сын, Джордж Гордон, 5-й герцог Гордон (1770—1836), имел чин генерала британской армии, а также занимал должности лорда-лейтенанта Абердиншира (1808—1836) и хранителя Большой печати Шотландии (1828—1830). В 1807 году он был вызван в Палату лордов Великобритании в качестве барона Гордона из Хантли. В 1836 году после смерти бездетного 5-го герцога Гордона герцогство и остальные титулы, созданные в 1684 и 1784 годах, прервались. Баронство Мордаунт стало предметом споров между его сестрами. Старшая сестра Гордона, леди Шарлотта Гордон, унаследовала поместья Гордонов. Её сын, Чарльз Леннокс, 5-й герцог Ричмонд, принял дополнительную фамилию «Гордон». В 1875 году титул герцога Гордона был возрожден для его сына, Чарльза Генри Гордона-Леннокса, 6-го герцога Ричмонда, который стал 6-м герцогом Гордоном в системе пэрства Соединённого королевства. Маркизат Хантли унаследовал Джордж Гордон, 5-й граф Эбойн (1761—1853), который в 1836 году стал 9-м маркизом Хантли. Тем не менее, Палата лордов Великобритании отклонила его претензии на титулы лорда Гордона из Баденоха, графа Энзи и графа Хантли. Лорд Хантли, носивший титул лорда Гордона из Стратэйвона и Гленливета, раньше заседал в Палате лордов в качестве шотландского пэра-представителя в 1796—1807 годах. В 1815 году для него был создан титул барона Мелдрума из Морвена в графстве Абердиншир (пэрство Соединённого королевства).
Его сменил его сын, Чарльз Гордон, 10-й маркиз Хантли (1792—1863). Он представлял в Палате общин Восточный Гвинстед (1818—1830) и Хантингдоншир (1830—1831), занимал пост лорда-лейтенанта графства Абердиншир (1861—1863). Его старший сын, Чарльз Гордон, 11-й маркиз Хантли (1847—1937), был либеральным политиком и занимал должность капитана почётного корпуса джентльменов в правительстве Уильяма Гладстона (1881). Ему наследовал его внучатый племянник, Дуглас Гордон, 12-й маркиз Хантли (1908—1987). Он был сыном подполковника Гренвиля Сесила Дугласа Гордона (1883—1930), сына Гренвиля Армина Гордона (1856—1907), шестого сына 10-го маркиза Хантли.
По состоянию на 2025 год обладателем титула являлся его сын, Гренвиль Чарльз Гордон, 13-й маркиз Хантли, 9-й граф Эбойн, 9-й лорд Стратэйвон и Гленливет, 5-й барон Мелдрум (род. 1944), который в 1987 году стал главой дома Хантли.
Маркизы Хантли являются наследственными вождями шотландского клана Гордон.
До принятия акта о пэрах в 1963 году, который предоставил всем шотландским пэрам место в Палате лордов Великобритании, маркизы Хантли заседали в Палате лордов в качестве баронов Мелдрум (пэрство Соединённого королевства).

## Другие известные члены семьи Гордон
- Лорд Джон Гордон, виконт Мелгум (ум. 1630), младший сын 1-го маркиза Хантли. В 1627 году получил титул виконта Мелгума
- Лорд Адам Гордон (ум. 1801), генерал британской армии, младший сын 2-го герцога Гордона
- Лорд Уильям Гордон (1744—1823), вице-адмирал королевского флота, второй сын 3-го герцога Гордона
- Лорд Джордж Гордон (1751—1793), депутат Палаты общин от Людгершелла (1774—1780), третий (младший) сын 3-го герцога Гордона. Принял иудаизм
- Чарльз Гордон (1798—1878), адмирал королевского флота, незаконнорожденный сын 5-го герцога Гордона
- Лорд Фредерик Гордон (1799—1878), адмирал королевского флота, третий сын 9-го маркиза Хантли. Женат на Августе Фицкларенс (1803—1865), дочери короля Великобритании Вильгельма IV и его любовницы Дороти Джордан
- Лоуренс Фрэнк Джордж Гордон (1864—1943), бригадир британской армии, внук подполковника лорда Фрэнсиса Артура Гордона (1808—1857), шестого сына 9-го маркиза Хантли
- Лорд Дуглас Гордон (1851—1888), депутат Палаты общин Великобритании от Западного Абердиншира (1876—1880) и Хантингтоншира (1880—1885), четвёртый сын 10-го маркиза Хантли.

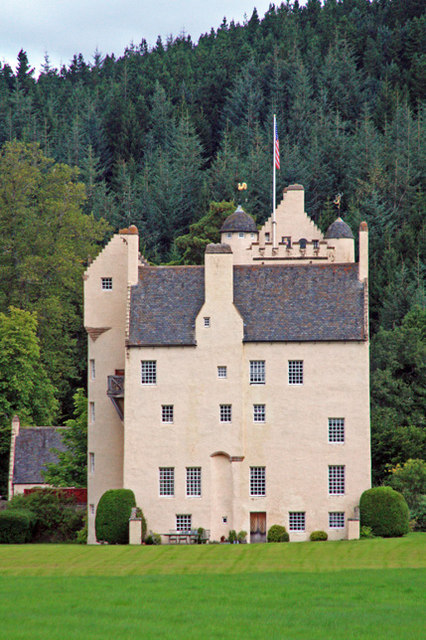
Замок Эбойн, современная резиденция маркизов Хантли

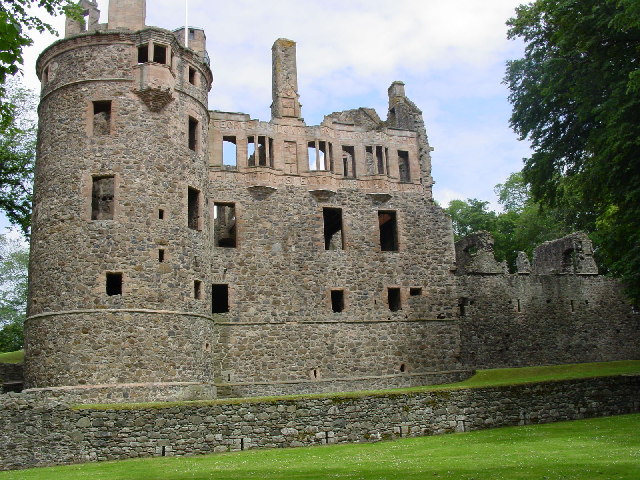
Замок Хантли, страинная резиденция графов и маркизов Хантли

Семейная резиденция — Замок Эбойн в графстве Абердиншир (Шотландия). Также ранее семье принадлежал Замок Хантли в городе Хантли (Абердиншир).

## Граф Хантли (1445)
- 1445—1470: Александр Гордон, 1-й граф Хантли (ум. 15 июля 1470), старший сын Александра Сетона, лорда Гордона (ум. 1440) и Элизабет Гордон (ум. 1439)
- 1470—1501: Джордж Гордон, 2-й граф Хантли (ум. 8 июня 1501), старший сын предыдущего от второго брака с Элизабет Крайтон, дочери Уильяма Крайтона, 1-го лорда Крайтона
- 1501—1524: Александр Гордон, 3-й граф Хантли (ум. 21 января 1524), старший сын предыдущего от второго брака с Аннабеллой Шотландской (ок. 1433—1509), младшей дочерью короля Якова I Стюарта
- 1524—1562: Джордж Гордон, 4-й граф Хантли (1514 — 28 октября 1562), старший сын Джона Гордона, лорда Гордона (ум. 1517), и Маргарет Стюарт, внебрачной дочери шотландского короля Якова IV Стюарта. Внук предыдущего
- 1565—1576: Джордж Гордон, 5-й граф Хантли (ум. 19 октября 1576), второй сын предыдущего и Элизабет Кейт, дочери Роберта Кейта, мастера Маришаля
- 1576—1636: Джордж Гордон, 6-й граф Хантли (1562 — 13 июня 1636), старший сын предыдущего и Энн Гамильтон, дочери Джеймса Гамильтона, герцога де Шательро, маркиз Хантли с 1599 года.

## Маркизы Хантли (1599)

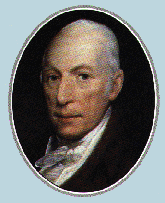
Александр Гордон, 4-й герцог Гордон, 7-й маркиз Хантли (1743—1827)

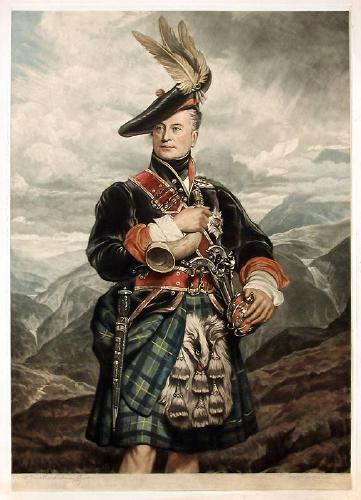
Джордж Гордон, 5-й герцог Гордон, 8-й маркиз Хантли (1770—1836)

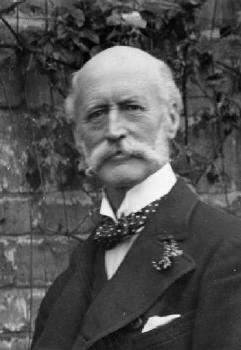
Чарльз Гордон, 11-й маркиз Хантли (1847—1937)

- 1599—1636: Джордж Гордон, 1-й маркиз Хантли (1562 — 13 июня 1636), старший сын Джорджа Гордона, 5-го графа Хантли (1514—1562), и Энн Гамильтон (ок. 1535—1574)
- 1636—1649: Джордж Гордон, 2-й маркиз Хантли (1592 — март 1649), старший сын предыдущего и леди Генриетты Стюарт, дочери Эсме Стюарта, 1-го герцога Леннокса
- 1651—1653: Льюис Гордон, 3-й маркиз Хантли (ок. 1626—1653), третий сын предыдущего и леди Анны Кэмпбелл, сестры маркиза Аргайла
- 1653—1716: Джордж Гордон, 4-й маркиз Хантли (1649 — 7 декабря 1716), единственный сын предыдущего и Мэри Грант, герцог Гордон с 1684 года.

## Герцоги Гордон (1684)
- 1684—1716: Джордж Гордон, 1-й герцог Гордон, 4-й маркиз Хантли (1649 — 7 декабря 1716), единственный сын Льюиса Гордона и Мэри Грант, 3-го маркиза Хантли
- 1716—1728: Александр Гордон, 2-й герцог Гордон, 5-й маркиз Хантли (ок. 1678 — 28 ноября 1728), единственный сын предыдущего и леди Элизабет Говард, дочери Генри Говарда, 6-го герцога Норфолка
- 1728—1752: Космо Джордж Гордон, 3-й герцог Гордон, 6-й маркиз Хантли (27 апреля 1720 — 5 августа 1752), сын предыдущего и леди Генриетты Мордаунт (ок. 1688—1760), дочери Чарльза Мордаунта, 3-го графа Петерборо
- 1752—1827: Александр Гордон, 4-й герцог Гордон, 7-й маркиз Хантли (18 июня 1743 — 17 июня 1827), старший сын предыдущего и леди Кэтрин Гордон (ок. 1725—1779), дочери Уильяма Гордона, 2-го графа Абердина
- 1827—1836: Джордж Гордон, 5-й герцог Гордон, 8-й маркиз Хантли (2 февраля 1770 — 28 мая 1836), старший сын предыдущего и Джейн Максвелл (1748—1812), дочери сэра Уильяма Максвелла, 3-го баронета из Монрейта.

## Маркизы Хантли (1599)
- 1836—1853: Джордж Гордон, 9-й маркиз Хантли (28 июня 1761 — 17 июня 1853), единственный сын Чарльза Гордона, 4-го графа Эбойна (ок. 1726—1794), от первого брака с леди Маргарет Стюарт (ум. 1762), дочерью Александра Стюарта, 6-го графа Галлоуэй
- 1853—1863: Чарльз Гордон, 10-й маркиз Хантли (4 января 1792 — 18 сентября 1863), старший сын предыдущего и Кэтрин Коуп, дочери сэра Чарльза Коупа, 2-го баронета
- 1863—1937: Чарльз Гордон, 11-й маркиз Хантли (5 марта 1847 — 20 февраля 1937), старший сын предыдущего от второго брака с Марией Антуанеттой Пегус (1822—1893), сводной сестрой Джорджа Фредерика Албермарля Берти, 10-го графа Линдси
- 1937—1987: Дуглас Чарльз Линдси Гордон, 12-й маркиз Хантли (3 февраля 1908 — 26 января 1987), старший сын подполковника Гренвиля Сесила Дугласа Гордона (1883—1930) и Виолет Иды Стритфилд (1886—1968), внук лорда Гренвиля Армина Гордона (1856—1907), правнук 10-го маркиза Хантли
- 1987 — настоящее время: Гренвиль Гордон, 13-й маркиз Хантли (род. 4 февраля 1944), единственный сын предыдущего и Мэри Памелы Берри (1918—1998), дочери Джеймса Берри, 1-го виконта Кемсли
  - Наследник: Алистер Гренвиль Гордон, граф Эбойн (род. 26 июля 1973), старший сын предыдущего от первого брака с Джейн Элизабет Анджелой Гибб (род. 1946), дочерью подполковника Алистера Монтейта Гибба
  - Наследник наследника: Алистер Космо Гордон, лорд Стратэйвон (род. 27 июля 2009), единственный сын предыдущего и Софии Луизы Каролины Каннингем (род. 1973), старшей дочери Гарольда Майкла Клуни Каннингема.